# Sveriges folk- och bostadsräkning 1970
Sveriges folk- och bostadsräkning 1970 var den femtonde folkräkningen i Sverige sedan grundandet av Statistiska centralbyrån. Folkräkningen registrerade 8 076 903 invånare, varav 4 033 937 män och 4 042 966 kvinnor.